# Wickes
Wickes est une ville située dans l’État américain de l'Arkansas, dans le comté de Polk.